# Bihadi Barachaur
Bihadi Barachaur (en népalais : बिहादी बर्राचौर) est un comité de développement villageois du Népal situé dans le district de Parbat. Au recensement de 2011, il comptait 2 219 habitants.